# El Pantera
El Pantera es una serie de televisión mexicana creada por Televisa y basada en un cómic creado por el escritor y guionista de historietas Daniel Muñoz Martínez.
Es producida por Rodolfo de Anda Gutiérrez y Alexis Ayala. Su primera temporada fue estrenada en mayo de 2007 compuesta por 13 capítulos y dirigida por Alejandro Gamboa. La segunda temporada fue estrenada en mayo de 2008, igualmente con 13 episodios y dirigida por Raúl Araiza. La tercera temporada fue estrenada en agosto de 2009, contando con 17 capítulos dirigidos por Alexis Ayala.

## Descripción general
Gervasio Robles, conocido como el Pantera, es un hombre que vive en los barrios bajos de la Ciudad de México. Es atacado junto con su prometida Rosaura por 2 delincuentes apodados “El Mandril” y “El Tereso”, quienes asesinan a Rosaura.
El Pantera es acusado injustamente por el asesinato y es encerrado durante 5 años en prisión, donde uno de los reos, apodado “El Indio” decide entrenarlo, enseñándole artes marciales y trucos de combate, ya que ha sido elegido por El General Ayala, jefe de seguridad pública, para convertirse en el nuevo guardián de la ciudad.

## Trama y personajes
Un helicóptero aterriza sobre la prisión, de donde salen agentes de policía que secuestran a El Pantera y lo llevan al General Ayala, quien ha orquestado toda una farsa para simular su muerte y así guiarlo como su mentor en la lucha contra el crimen. (Hasta la fecha, se desconocen las razones por las cuales El Pantera fue elegido por el General Ayala).
De esta forma, El General y El Pantera hacen un pacto: la libertad de El Pantera a cambio de su fidelidad incondicional a la ley y el orden, y dedicarse a la lucha contra el crimen mientras siga con vida.
De esta manera, El Pantera ve la oportunidad perfecta para buscar a los asesinos de Rosaura y así saciar su sed de venganza.

### Personajes de la primera temporada
| Personaje/Actor                                                                                    | Reseña |
| -------------------------------------------------------------------------------------------------- | --- |
| El Pantera (Interpretado por Luis Roberto Guzmán)                                                  | Protagonista de la serie. Su verdadero nombre es Gervasio Robles. Nacido en los barrios bajos de la ciudad, fue puesto preso durante 5 años acusado injustamente de asesinar a su novia Rosaura, es liberado por el General Ayala para combatir el crimen de la ciudad. Busca vengar la muerte de su novia, y tiene una breve relación romántica con la mejor amiga de ésta, una voluptuosa bailarina llamada Lola. Se enfrenta en varias ocasiones a varios villanos como el Mandril, el Tereso, el Curro y la Bella Diana. La batalla contra el crimen se vuelve intensa y suceden eventos que lo hacen cuestionarse si son correctas las normas que tiene que seguir para hacer su trabajo. |
| El General (Interpretado por Ignacio López Tarso)                                                  | Director de la policía metropolitana, fue el encargado de liberar al Pantera y juntos combaten el crimen de la ciudad, pronto descubre que la gente que lo rodea planean traicionarlo y deposita toda su confianza en El Pantera. Al final de la primera temporada es presuntamente asesinado por la Bella Diana en un atentando. Sin embargo sobrevive y logra vengarse. |
| Gorda con Chile (Interpretado por Raúl Padilla "Chóforo")                                          | Su verdadero nombre es Tomás Máiz, aunque es conocido como “el Gorda con Chile”. Es un hombre humilde y de buen corazón, es acusado injustamente como “cómplice” del asesinato de Rosaura Barrios, se vuelve amigo de El Pantera dentro de prisión y se reencuentra con él al ser liberado. Conduce un taxi al que llama “el Pambazo”, que le sirve a El Pantera como transporte, pero es destruido por el Mandril en la primera temporada, por lo que comienza a conducir un microbús. Al inicio de la tercera temporada conduce un nuevo Taxi, el cual fue un regalo de Lola. |
| Artemisa (Interpretada por Opi Domínguez)                                                          | Una adolescente sin familia. Rebelde e impulsiva, habita en el edificio de El Pantera mientras él está en prisión. Vivió inmersa en el mundo de las drogas y la prostitución hasta que es rescatada por El Pantera. A cambio, ella le corresponde convirtiéndose en su compañera, siguiéndolo en todas sus aventuras. Al final es brutalmente torturada y asesinada en la tercera temporada a manos de “el Ángel de la Muerte”, despertando así la furia de El Pantera. |
| La Bella Diana (Interpretada por Alicia Machado [1.ª temporada] / Marcela Álvarez [2.ª temporada]) | Mujer de abolengo y de la clase alta, poseedora de un gran patrimonio, se obsesiona con el Pantera, pero al no ser correspondida, revela su perversa personalidad. Al final se descubre que ella fue la mente detrás del asesinato de Rosaura, el encarcelamiento de El Pantera e intenta asesinar al General Ayala. En la 2.ª temporada es perseguida por el Pantera, por lo que se convierte en la amante del procurador a cambio de protección, sin embargo este la traiciona y en un ataque de rabia, Diana intenta matarlo, provocando que un escuadrón policíaco la asesine, recibiendo una lluvia de balas y muriendo en el telón del teatro de bellas artes. |
| Lola (Interpretada por Vanessa Terkes)                                                             | Fue la mejor amiga de Rosaura, en un principio culpa al Pantera por su muerte. Es explotada por el Curro quien la convierte en bailarina exótica, pero es rescatada por un Narcotraficante apodado “El Rubio”. Tuvo una breve relación amorosa con El Pantera, pero su ambición la lleva a convertirse en la protegida de El Rubio. La riqueza y el poder la corrompen, haciéndola traicionar al Pantera en repetidas ocasiones. Al final le devuelve 100 millones de dólares al Rubio, quien le regala 10 millones de dólares. Lola decide entregar el dinero al General, quien a su vez le entrega una recompensa, con ese dinero, abrió su propio centro nocturno. A pesar de todo, siempre estuvo perdidamente enamorada de este último. |
| El Curro (Interpretado por Miguel Pizarro)                                                         | Jefe de todos los negocios ilícitos del área donde vive el Pantera, es jefe del Mandril y Tereso, asesinos de Rosaura. Casi logra matar al Pantera con 2 disparos certeros en el pecho. Después se descubre que Diana es su jefa y es ahí cuando todo se sale de control. Termina siendo traicionado y asesinado por El Mandril. |
| El Gallo (Interpretado por Roberto Ballesteros)                                                    | subjefe de "la Bella Diana" y jefe de "el Curro" fue secuestrado por el Pantera y encarcelado por la policía y por el General por el delito de prostitución infantil. |
| El Mandril (Interpretado por Gerardo Taracena)                                                     | El supuesto asesino de Rosaura, delincuente implacable y de pensamientos malévolos, puede matar sin motivo y sin ningún remordimiento. Asesina a varios personajes importantes durante la serie. Compañero de Tereso. Termina asesinando al Curro y trabajando para Diana al final de la primera temporada. Sin embargo no se vuelve a saber de él hasta los últimos episodios de la 2.ª temporada. |
| Tereso (Interpretado por Javier Escobar)                                                           | Compañero de El Mandril, el otro supuesto asesino de Rosaura, a diferencia del Mandril, su personalidad esta más enfocada a la discreción y a los planes precisos. Su personaje cambia el curso de la serie durante los capítulos finales de la primera temporada al ser asesinado por El Pantera, haciendo que éste regrese a la cárcel y despierte su lado oscuro provocando un sinfín de desgracias. |
| Capitán Ramos (Interpretado por Julio César Rasec)                                                 | Es el capitán de la policía metropolitana y brazo derecho de su superior: el General Ayala. Es quien se encarga de llevar a cabo los operativos encomendados por el General. Al principio se muestra leal y fiel a su superior pero al final termina siendo sobornado por la Bella Diana quién le ordena matar al Pantera y acabar con el General, sin embargo el Pantera logra descubrir a tiempo su traición y termina noqueándolo para posteriormente hacerlo desaparecer. |
| Godínez (Interpretado por Óscar Bonfiglio)                                                         | Es el teniente de la policía metropolitana, fue él quién se encargó personalmente de inculpar, arrestar y encarcelar al Pantera y al Gorda con Chile por el supuesto asesinato de Rosaura Barrios, la novia de El Pantera. Es un policía corrupto y está coludido con "el Curro" y "el Gallo" a quienes se la pasa encubriendo de todos sus crímenes, es también quién se encarga de la liberación del Mandril y Tereso cada vez que son arrestados sin levantar sospechas. Junto con el Mandril asesinan a unos Maras Salvatrucha para robarles varias camionetas cargadas de droga que más tarde se sabe eran propiedad de El Rubio Barrios. El Pantera lo descubre y logra inculparlo por la posesión ilícita de drogas por lo que es arrestado y destituido por el General Ayala. Ya estando en prisión recibe una paliza por parte de El Pantera en represalia por haberse burlado de la muerte de su novia Rosaura, siendo ésta la última vez que se le volvería a ver. |

### Personajes de la segunda temporada
| Personaje/Actor                                               | Reseña |
| ------------------------------------------------------------- | --- |
| Rosaura "La Reina del Narco" (Interpretada por Irán Castillo) | Durante la primera temporada fue presuntamente asesinada a manos del Mandril, razón por la que el Pantera fue injustamente encarcelado. En la 2.ª temporada reaparece como “la Reina del Narco”, una poderosa narcotraficante buscada por el ejército. Hasta la fecha es un misterio la forma en que logró sobrevivir. Es hija de El Rubio Barrios, un temido narcotraficante buscado en todo el país. Es atrapada por las fuerzas armadas, y descubierta por El Pantera, quien la creía muerta. Ella es perseguida por su propio padre y por otros narcotraficantes, así como por políticos y agentes corruptos e incluso por la mafia coreana, buscando quitarle 450 millones de dólares, de los cuales ella solo sabe su ubicación. Ella y el Pantera son perseguidos por todo el país. |
| El Rubio Barrios (Interpretado por Andrés García)             | Es un poderoso Narcotraficante. En la 2.ª temporada tiene una relación romántica con Lola. Se descubre que es padre de Rosaura, alias “la Reina”, ella le roba 450 millones de dólares, lo que despierta sus ansias de matarla y recuperar sus millones. Es el eterno rival de “Santos”, otro narcotraficante que busca matar a su hija como venganza por el asesinato accidental de su hijo. Odia profundamente al Pantera y busca asesinarlo a toda costa, al final es traicionado por Lola, quien le roba 100 millones de dólares. En la confrontación final es asesinado por un delincuente apodado “el Ángel de la Muerte”. |
| El Procurador (Interpretado por Luis Gatica)                  | Su personaje es introducido en el final de la primera temporada para después aparecer durante la segunda. Es un político corrupto cuya avaricia no tiene límites. Mantiene una relación con la Bella Diana a la que termina traicionando. Posteriormente entra a la batalla por quedarse con los 450 millones de dólares de La Reina sin importarle a quien tenga que quitar de en medio. Es asesinado durante los últimos episodios de la 2.ª temporada por El Rubio Barrios luego de que intentó traicionarlo y robar su dinero. |
| David Weber (Interpretado por Marius Biegai)                  | Un agente estadounidense que trabaja para la D.E.A. y cuya misión es atrapar a La Reina. Es corrupto y perverso. Decide hacer una alianza con el procurador, pero al final es él quien decide perseguir a La Reina y El Pantera por su propia cuenta y así quedarse con los 450 millones de dólares. Al final es derrotado por El Pantera, en una persecución su auto se vuelca pero logra sobrevivir. Es atrapado por policías Mexicanos quienes se lo llevan en custodia, siendo esa la última vez que se sabría de él. |
| Santos (Interpretado por Rodolfo de Anda)                     | Un temido Narcotraficante que compite contra El Rubio por el trono de la mafia. En un principio se vuelve amigo de El Pantera en agradecimiento por rescatar a su hijo de manos de las autoridades de la D.E.A. Pero a final de cuentas, su hijo es asesinado accidentalmente por El Rubio, provocando su ira y haciéndolo perseguir a La Reina como venganza. En la confrontación final, intenta detener al Pantera y a la Reina disparándoles con una bazuca, pero estos logran escapar. Esta sería la última aparición de Santos en la serie. |
| El Secretario de Defensa (Interpretado por Luis Couturier)    | Amigo personal del General. Fue él quien logró capturar a la Reina y quien más tarde le ofrecería su protección. Es un hombre incorruptible y de moral intachable. Sus hijos son secuestrados por el Rubio como represalia para liberar a la Reina, pero el Pantera intercede y logra rescatarlos, ganándose así su gratitud. Luego de cumplir su misión de proteger a la Reina, simplemente desaparece. |
| Don Almagro (Interpretado por Mario Almada)                   | El más poderoso de todos los Narcotraficantes en el país. En varias ocasiones se ve obligado a imponer orden en las confrontaciones entre el Rubio y Santos. A pesar de sus breves apariciones en la serie, su personalidad seria y misteriosa lo ha dotado de gran relevancia en la historia. Al final contrata los servicios de un Asesino apodado “el Ángel de la Muerte” para asesinar al Rubio Barrios. |
| Ausencio (Interpretado por Fidel Zerda)                       | Es un sicario y lugarteniente del Rubio Barrios. En todas las temporadas es el único rival que ha podido mantener una pelea al parejo con el Pantera. |

### Personajes de la tercera temporada
| Personaje/Actor                                                     | Reseña |
| ------------------------------------------------------------------- | --- |
| La Reina (Interpretada por Ximena Herrera)                          | Luego de la confrontación final de la segunda temporada, Rosaura y el Pantera logran escapar del Rubio, Santos y de la Mafia Coreana. Huyen directamente a una clínica en la cual Rosaura decide realizarse una cirugía para transformar su rostro y así no ser reconocida, matando simbólicamente a Rosaura y convirtiéndose en simplemente “La Reina”. Aun así, es delatada por el personal médico y vuelve a ser perseguida, esta vez por la procuradora y el Comandante Orozco. Ella junto con el Pantera deciden entregarse, pero son traicionados por Orozco. Al final, “la Reina” es asesinada por “el Ángel de la Muerte”, quien le corta la garganta con una navaja, siendo este el triste final de “la Reina del Narco”. |
| Gabriel “El Ángel de La Muerte” (Interpretado por Salvador Zerboni) | Aparece un obscuro rival. Un hombre de cabello rubio y apariencia angelical llega a una iglesia, donde confiesa, lleno de júbilo, que ha asesinado a 20 hombres en el nombre del señor, uno de ellos, el Rubio Barrios. Luego de esto, asesina al sacerdote que recibe su confesión y con una sonrisa malévola clama palabras salidas de la biblia. Es Gabriel “el Ángel de la Muerte”, el villano estelar de la tercera temporada, un asesino psicópata y demente, contratado por Almagro para asesinar a El Rubio Barrios. Después de eso cuando le presentaron a "Lola" la violó. En alianza con el Comandante Orozco, orquesta un complot para asesinar a la Reina, despertando así la furia de El Pantera. Gabriel es diferente a los otros villanos, el desea asesinar a todos a su alrededor, sin sentir remordimiento ni culpa. Hasta ahora no se sabe nada sobre su pasado, ni las razones por las que desea matar a El Pantera con sus propias manos. |
| El Comandante Orozco (Interpretado por Alexis Ayala)                | Corrupto y ambicioso. Hace alianza con El Ángel de la Muerte para asesinar a El Pantera. Es el protegido de la procuradora, quien no sabe sus verdaderas intenciones hasta que intenta traicionarla. Orquesta un complot para asesinar a El General, pero El Pantera logra detenerlo a tiempo, es descubierto y encarcelado, aunque ha prometido vengarse. |
| La Procuradora (Interpretada por Isela Vega)                        | Luego del asesinato de El Procurador en la segunda temporada, es ella quien llega a ocupar su lugar. Mujer de moral intachable, busca incansablemente acabar con la corrupción y el crimen, a pesar de que tiene la firme convicción de que El Pantera es un delincuente más al que debe detener. Constantemente lo perseguirá e intentará inculpar a El General por encubrirlo, el Comandante Orozco intenta asesinarla, pero gracias a El Pantera ella logra descubrirlo a tiempo y detenerlo. |
| Mako (Interpretado por Armando Hernández)                           | Líder de los Maras, es proveedor y vendedor de drogas. Hace alianza con El Ángel y El Comandante para asesinar a El Pantera. Secuestra a Artemisa y estuvo presente en su asesinato. Al final es traicionado y asesinado por El Ángel de La Muerte. |
| Bianca (Interpretada por Rommy Moreno)                              | Una policía cuya belleza es su maldición. Incorruptible y siempre en busca de la verdad, es constantemente humillada por El Comandante Orozco. Siempre se encuentra en medio de la acción y en más de una ocasión ayuda a El Pantera en su lucha contra el crimen. |
| Mayra (Interpretada por Thaily Amezcua)                             | Es una chica de carácter fuerte que estuvo involucrada en prostitución, la violaron y la golpearon, por algunas razones de la vida se cruza con una de las personas que tanto daño le hicieron y trata de hacer justicia por su propia mano. |
| Ana (Interpretada por Nancy Taira)                                  | Era una sexo-servidora pero por suerte encontró a El Pantera y la ayudó a salir de eso y ahora baila en el bar de "Lola" (Circus Circus). |
| Raquel (Interpretada por Lila Avilés)                               | Amiga de "Paulina" hermana de "Lola" |
| Senador (Interpretado por Juan Ignacio Aranda)                      | Aparece desde la segunda temporada platicando con Almagro, es quien protege a Gabriel, El Ángel de la Muerte. Su participación es muy corta solo violando a la hermana de "Lola" a "Paulina" |
| Coco (Interpretada por Kate del Castillo)                           | Es una tratante de blancas, trafica con las niñas de antro en antro, es la primera mujer que se enfrenta abiertamente y cuerpo a cuerpo a El Pantera. |
| Isela Campos (Interpretada por Esperanza Díaz)                      | Es una restauradora de arte que le ayuda a El Pantera y le proporciona información para proteger obras de arte que se encuentran en Guanajuato. |
| El Divino (Interpretado por Sergio Mayer)                           | Es un tratante de blancas, pero se enfrentó con El Pantera y fue arrestado. |
| La Bestia (Interpretado por Octavio López “El cibernético”)         | Es un magnífico luchador de peleas clandestinas y trata de acabar con El Pantera. Después de Ausencio es quien también ha podido mantener una pelea al parejo con El Pantera. |
| La Maja (Interpretada por Piedad Montero)                           | Es promotora de peleas clandestinas y maneja cantidades muy altas de dinero. |
| María (Interpretada por Paty Cantú)                                 | Es una joven que para ayudar a su hermana se verá obligada a robar automóviles aunque uno de sus intentos será frustrado por El Pantera y sostendrá un romance con él. |

## Premios y nominaciones

### Premios TVyNovelas
| Año  | Categoría   | Resultado |
| ---- | ----------- | --------- |
| 2008 | Mejor serie | Ganador   |
| 2009 | Mejor serie | Nominado  |
| 2010 | Mejor serie | Nominado  |